# MondoHomo
MondoHomo Dirty South es un festival alternativo de música y artes queer que se inició en Atlanta en junio de 2007, durante el primer Foro Social de EE. UU. El primer MondoHomo fue creado por Kiki Carr y Nikki Chotas, e inspirado en el Festival Homo-a-Gogo de Olympia.
MondoHomo Dirty South 2008 tuvo lugar durante el fin de semana del Día de los Caídos en Atlanta. Es el escaparate más grande de HomoHop en el sur y uno de los escaparates más importantes en los EE. UU.,  junto con el festival PeaceOut de Oakland.
Además de HomoHop, MondoHomo presenta queer punk, rock, DJ, spoken word, drag, burlesque, juegos y talleres. MondoHomo se dedica a la política radical queer en el sur y, con ese fin, enfatiza la política y la cultura DIY.